# Mikiya Katakura
Mikiya Katakura (片倉 三起也, Katakura Mikiya) est un compositeur de musique japonais, à qui l'on doit entre autres la bande son de l'anime maria-sama ga miteru.
Arika Takarano et lui forment à eux deux le groupe Ali Project, dont il est le compositeur et arrangeur.

## Compositions
Pour ses compositions au sein du groupe Ali Project, voir l'article associé.
- Maria-sama ga miteru (saison 1, 2 et OAV)
- Eko Eko Azarak: Wizard of Darkness
- Eko Eko Azarak 2: Birth of the Wizard